# レイ・アレン
ウォルター・レイ・アレン・ジュニア（Walter Ray Allen Jr. , 1975年7月20日 - ）はカリフォルニア州マーセド出身の元プロバスケットボール選手。ポジションはシューティングガード。NBAのミルウォーキー・バックス、シアトル・スーパーソニックス、ボストン・セルティックス、マイアミ・ヒートで活躍した。NBA歴代屈指の3ポイントシューターとして知られる。

## 経歴

### 学生時代
ヒルクレスト高校ではサウスカロライナ州で優勝。卒業後、コネチカット大学に進学。3年生時には、大学オールアメリカンの1stチームに選出。さらにビッグイーストカンファレンスの最優秀選手に選ばれた。

### NBAキャリア

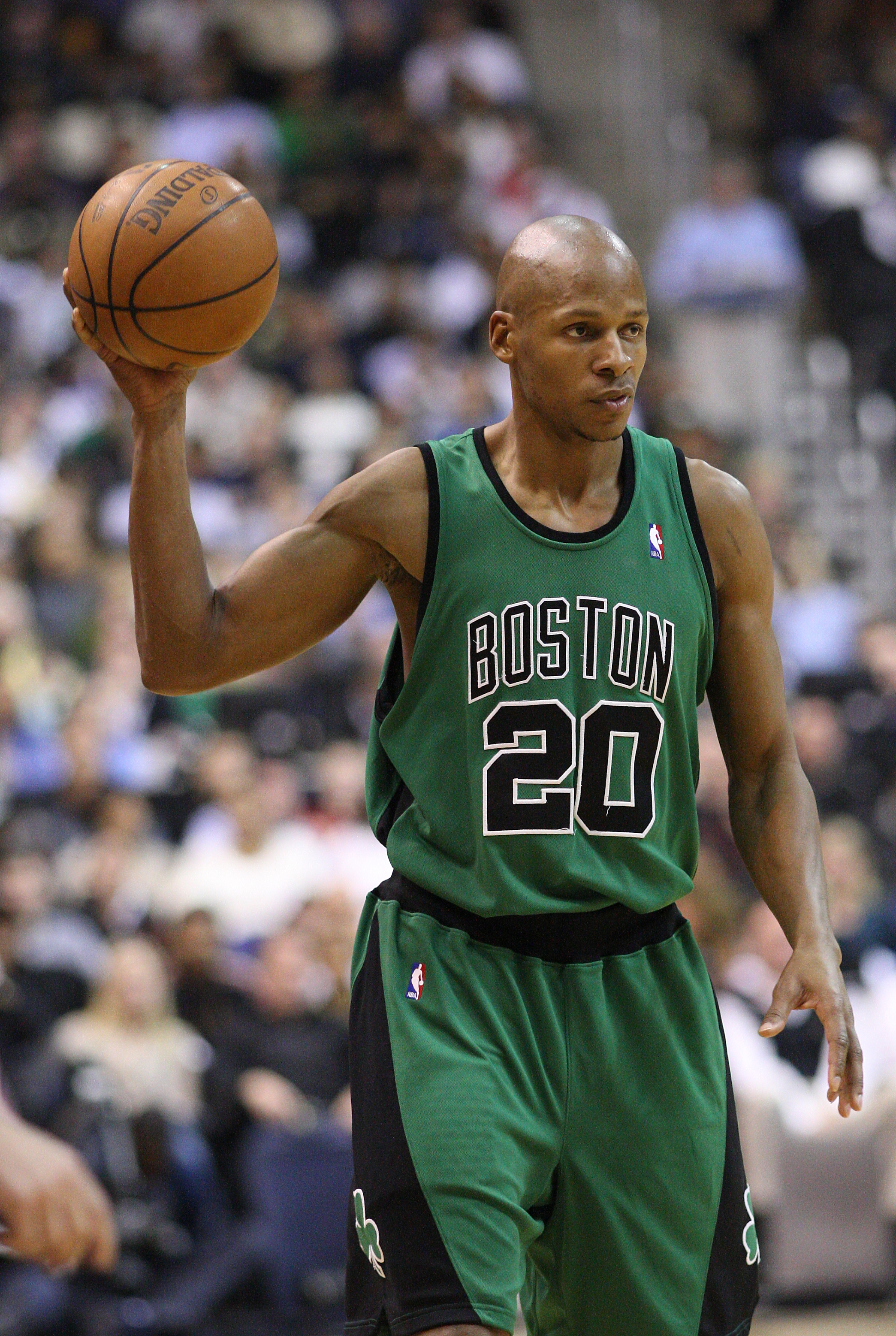
ボストン・セルティックス時代のアレン (2008年)

1996年のNBAドラフトにて、ミネソタ・ティンバーウルブズから1巡目5位で指名される。その後すぐ、アンドリュー・ラングと共に同巡4位指名のステフォン・マーブリーとの交換でミルウォーキー・バックスへトレードで移籍する。NBA1年目、平均13.4得点、4.0リバウンド、2.6アシストの成績でオールルーキー2ndチームに選出される。その年のオールスターのイベント、スラムダンクコンテストにも出場している。
2000-01シーズンは、スリーポイントコンテストで優勝。さらにプレーオフではバックスを東地区のカンファレンスファイナルに導くも、絶好調であったアレン・アイバーソン率いるフィラデルフィア・セブンティシクサーズに第7戦までもつれる激戦の末敗れた。アレンは6年半バックスに所属した。
2002-03シーズン、バックスで47試合に出場後シーズン途中で、ゲイリー・ペイトン等とのトレードにてシアトル・スーパーソニックスへ移籍する。2004-05シーズンにはチームメートのラシャード・ルイスと共に下馬評を退け、チームをカンファレンスセミファイナルへと導き、オールNBAセカンドチームに選出された。2005-06シーズン、アレンはソニックスと5年で契約更新。一試合平均25.1得点を記録しリーグを代表するスコアラーへと成長する。2007年1月12日のユタ・ジャズ戦では、キャリアハイとなる54得点を記録。しかしその後すぐ、怪我のため両足首を手術し2006-07シーズンを終えた。
2007年6月28日、アレンはグレン・デイビスとともにデロンテ・ウェスト、ウォーリー・ザービアック、ジェフ・グリーンとのトレードでボストン・セルティックスへ移籍した。同時期に移籍したケビン・ガーネット、セルティックス生え抜きのポール・ピアースらと共にビッグスリーの一員としてチームの快進撃を支える。レギュラーシーズンを1位で勝ち抜け、プレーオフでは極度の不振に陥るも数字に残らない面でチームを支え、2勝2敗で迎えたデトロイト・ピストンズとのカンファレンスファイナル第5戦では29得点を挙げるなど完全に復調。ピストンズを4勝2敗で退け、アレンにとって初めての舞台であるNBAファイナルへと進出した。下馬評では激戦の西地区を順当に勝ち上がってきたロサンゼルス・レイカーズ有利の声が多かったが、セルティックスは持ち前のディフェンス力をいかんなく発揮し、レイカーズを4勝2敗で下しセルティックスにとって22年ぶりの、そしてアレンにとって悲願の優勝を成し遂げた。アレンはファイナル6試合で平均20.3得点、FG50.7%、3ポイントシュートは42本中22本成功と52.4%を記録してピアースとともにチームのオフェンスをリードし、ディフェンスでもアレンと同期であるレイカーズのエース、コービー・ブライアントとマッチアップし、好ディフェンスを披露してチームに大きく貢献した。第6戦では、NBAファイナルのタイ記録となる7本の3ポイントシュートを決めた。
2008-09シーズン、セルティックスは昨年同様好調なスタートを切り、シーズン途中にチーム歴代最高となる19連勝をマークする。しかし、主力のケビン・ガーネット、控えのトニー・アレン、ブライアン・スカラブリニらが相次いで故障で離脱、チームは終盤に成績を落とし最終的にカンファレンス2位でプレーオフに進出を決めた。アレンはシーズン中好調を維持し続け、キャリアハイタイのFG成功率48.0%を記録、FT成功率はキャリアハイとなる95.2%を記録し、ゲーム終盤での勝負強いシュートなどでチームに貢献した。プレーオフ1回戦の第6戦ではプレーオフ自己最高となる51得点を叩き出した。しかし、続くカンファレンス準決勝では疲労の蓄積もあってか1回戦の活躍が嘘のように精彩を欠き、チームも第7戦まで持ち込んだものの敗退した。
2009-10シーズン、アレンはシーズン中は好不調の波が激しく、トレード期限近くになるとトレードの噂も聞かれるようになった。しかしチームはアレンをトレードするようなことはなく使い続けた。すると終盤に差し掛かるにつれて徐々に調子を上げ、カンファレンス4位で進出を決めたプレーオフでは安定した活躍を見せ、下馬評を覆すファイナル進出に大きく貢献した。ファイナル第2戦では8本の3Pを決め、2年前のファイナル第6戦で自らが記録した1試合7本の3Pというタイ記録を塗り替え新記録を樹立した。しかし続く第3戦では2戦目が嘘のようにシュートが決まらず、チームも7戦まで持ち込むもののレイカーズに敗れてしまう。天国と地獄を味わったシーズンとなった。
2010-11シーズン、序盤から安定した働きを見せたアレンは3Pを次々に決めていく。そして2月10日のホームゲーム対レイカーズ戦でついに3P通算成功数でNBA歴代1位へと上り詰めた。この試合は今まで1位の記録を持っていたレジー・ミラーが解説席に座っており、記録を達成したアレンと抱擁し祝福した。シーズン終盤にやや疲れが見えたか調子を落としたものの、最終的にシーズンFG%49.1%、3P&44.4%はいずれも35歳にしてキャリアハイの成績であった。チームはカンファレンス3位でプレーオフに進み、アレンはPOでも56本中32本のスリーを沈めるなど好調を維持し続けた。しかし怪我やトレードで失ったインサイドの駒不足を解消することはできず、チームはセミファイナルでマイアミ・ヒートに敗れた。
2011-12シーズン終了後、セルティックスと再契約せず、マイアミ・ヒートとの契約に合意して移籍が決まった。
2012-13シーズンファイナル第6戦・対サンアントニオ・スパーズ戦において、第4クォーター残り5秒、92対95で3点ビハインド、スパーズの優勝目前というシーン。レブロン・ジェームズが放った3ポイントシュートが外れ、クリス・ボッシュがオフェンス・リバウンドをもぎとる。同時にリバウンドに入っていたアレンがすかさずバックステップしながらボッシュからのパスをもらい、コーナーから起死回生の3ポイントシュートを決める。95対95のタイスコアになり、オーバータイムに突入。その後オーバータイム残り1.9秒、101対100の1点リードでマヌ・ジノビリのドライブを止め、ルーズボールをキープし、ティム・ダンカンからファウルをもらう。このファウルからボーナススローとなり、アレンは2本とも決め、最終スコア103対100で勝利し優勝への望みを繋いだ。
ファイナル第7戦、アレンは調子が上がらず無得点に終わったが、この日はレブロンやシュートタッチの良いシェーン・バティエへのアシスト役にまわり(計4アシスト・全て3ポイントシュート)、得点を献上。途中でベンチに下がったが、チームは見事2年連続3回目の優勝を果たした。「(チャンピオン)リングを取るためにマイアミに来た」のコメントの通り、見事に有言実行を果たした。
2013-14シーズンもヒートはイースタンカンファレンスを制し、ファイナルはサンアントニオ・スパーズとの再戦となったが、1勝4敗とリベンジ負けを喫した。
そして、シーズン終了後にレブロン・ジェームズがクリーブランド・キャバリアーズに復帰し、シェーン・バティエが引退を表明するなど、チームの再編が行われる中、アレンもヒートと決別。フリーエージェントとなったアレンに、レブロンが復帰したクリーブランド・キャバリアーズを初め、ファイナルで苦杯を舐めたサンアントニオ・スパーズ、シカゴ・ブルズ、ダラス・マーベリックス、ロサンゼルス・クリッパーズ、ワシントン・ウィザーズ、古巣のミルウォーキー・バックスなどが、アレンの獲得に乗り出し、シーズンに入ってからもゴールデンステート・ウォリアーズ、メンフィス・グリズリーズなどがアレンとの契約に興味を示し、レブロンもキャブス入りを勧めたが、契約までには至らず、2015年3月4日に、2014-15シーズンはプレーしないと表明。引退についてはアレン本人が否定し、あくまでも優勝を狙えるチームでの復帰を目指すとしていた ものの、結局所属チームを見つけられず、2016年11月1日、正式に引退を表明した。

### 引退後
引退後はマイアミ市内でレストランを経営。2018年3月31日、バスケットボール殿堂入りが発表された。

## プレースタイル
NBA史の中でも、傑出したピュアシューターの一人。リーグ屈指の3Pシューターである。
味方のスクリーンを使って素早くスペースに走り込み、そこからお手本のような美しいシュートフォームでジャンパーを沈める。パスをレシーブしてからシュートリリースまでの一連の動作が異常な速さで行われるため、サイズで上回るマッチアップマンであってもブロックすることは極めて困難であり、その姿はレジー・ミラーを思わせる。シュートセレクションが良く、闇雲にシュートを乱発することはなく、シーズン成功数は3シーズンで1位になっている。正確無比な3Pシュートにばかり目が行きがちだが、ガードとしての総合能力も非常に高く、ボールハンドリングにも優れる。高速ドライブで得点を重ねるだけでなく、アシストも多く決める優れたパサーである。運動能力も高く、高度なダンクや技ありのダブルクラッチも決めることができる。高い身体能力と技術を持ちながら、身体能力に頼るばかりのプレーや、自らの得点に固執することは極めて少なく、個人技を強行することはない。元々は、リーグ有数のスコアラーであった。スーパーソニックス時代には、1試合平均25得点を挙げてチームのエースとして活躍していたが、チーム状況により、正しくはスコアラーとして活躍せざるを得なかった。セルティックス移籍後は、協調性を重んじるようになった。派手なプレーで観衆を沸かせるタイプの選手ではないために、過小評価されているきらいがあるが、リーグ屈指のクラッチシューターであり、僅差の試合終盤では無類の勝負強さを見せる。幾度となくビッグショットを沈め、チームの危機を救っている。また、高確率でフリースローを決められる選手であるため、テクニカル・ファウル時のワンスローや、試合終盤のファウル・ゲーム時などのボーナススローは、アレンが担当することが多い。フリースローでは、シュートを放つ前に必ず右手のみでシュートをイメージするルーティンを行う。

## 個人成績

### レギュラーシーズン
| シーズン     | チーム       | GP   | GS   | MPG  | FG%  | 3P%  | FT%  | RPG | APG | SPG | BPG | TO  | PPG  |
| ------------ | ------------ | ---- | ---- | ---- | ---- | ---- | ---- | --- | --- | --- | --- | --- | ---- |
| 1996–97      | MIL          | 82   | 81   | 30.9 | .430 | .393 | .823 | 4.0 | 2.6 | .9  | .1  | 1.8 | 13.4 |
| 1997–98      | MIL          | 82   | 82   | 40.1 | .428 | .364 | .875 | 4.9 | 4.3 | 1.4 | .1  | 3.2 | 19.5 |
| 1998–99      | MIL          | 50   | 50   | 34.4 | .450 | .356 | .903 | 4.2 | 3.6 | 1.1 | .1  | 2.4 | 17.1 |
| 1999–2000    | MIL          | 82   | 82   | 37.4 | .455 | .423 | .887 | 4.4 | 3.8 | 1.3 | .2  | 2.2 | 22.1 |
| 2000–01      | MIL          | 82   | 82   | 38.2 | .480 | .433 | .888 | 5.2 | 4.6 | 1.5 | .2  | 2.5 | 22.0 |
| 2001–02      | MIL          | 69   | 67   | 36.6 | .462 | .434 | .873 | 4.5 | 3.9 | 1.3 | .3  | 2.3 | 21.8 |
| 2002–03      | MIL          | 47   | 46   | 35.8 | .437 | .395 | .913 | 4.6 | 3.5 | 1.2 | .2  | 2.5 | 21.3 |
| 2002–03      | SEA          | 29   | 29   | 41.3 | .441 | .351 | .920 | 5.6 | 5.9 | 1.6 | .1  | 2.8 | 24.5 |
| 2002-2003計  | SEA          | 76   | 75   | 37.9 | .439 | .377 | .916 | 5.0 | 4.4 | 1.4 | .2  | 2.6 | 22.5 |
| 2003–04      | SEA          | 56   | 56   | 38.4 | .440 | .392 | .904 | 5.1 | 4.8 | 1.3 | .2  | 2.8 | 23.0 |
| 2004–05      | SEA          | 78   | 78   | 39.3 | .428 | .376 | .883 | 4.4 | 3.7 | 1.1 | .1  | 2.2 | 23.9 |
| 2005–06      | SEA          | 78   | 78   | 38.7 | .454 | .412 | .903 | 4.3 | 3.7 | 1.3 | .2  | 2.4 | 25.1 |
| 2006–07      | SEA          | 55   | 55   | 40.3 | .438 | .372 | .903 | 4.5 | 4.1 | 1.5 | .2  | 2.8 | 26.4 |
| 2007–08      | BOS          | 73   | 73   | 35.9 | .445 | .398 | .907 | 3.7 | 3.1 | .9  | .2  | 1.7 | 17.4 |
| 2008–09      | BOS          | 79   | 79   | 36.4 | .480 | .409 | .952 | 3.5 | 2.8 | .9  | .2  | 1.7 | 18.2 |
| 2009–10      | BOS          | 80   | 80   | 35.2 | .477 | .363 | .913 | 3.2 | 2.6 | .8  | .3  | 1.6 | 16.3 |
| 2010–11      | BOS          | 80   | 80   | 36.1 | .491 | .444 | .881 | 3.4 | 2.7 | 1.0 | .2  | 1.5 | 16.5 |
| 2011–12      | BOS          | 46   | 42   | 34.0 | .458 | .453 | .915 | 3.1 | 2.4 | 1.1 | .2  | 1.5 | 14.2 |
| 2012–13      | MIA          | 79   | 0    | 25.8 | .449 | .419 | .886 | 2.7 | 1.7 | .8  | .2  | 1.3 | 10.9 |
| 2013–14      | MIA          | 73   | 9    | 26.5 | .442 | .375 | .905 | 2.8 | 2.0 | .7  | .1  | 1.2 | 9.6  |
| 通算：18年   | 通算：18年   | 1300 | 1149 | 35.6 | .452 | .400 | .894 | 4.1 | 3.4 | 1.1 | .2  | 2.1 | 18.9 |
| オールスター | オールスター | 10   | 0    | 20.1 | .423 | .310 | .765 | 2.6 | 2.2 | 1.1 | .2  | 1.3 | 14.5 |

### プレーオフ
| シーズン   | チーム     | GP  | GS  | MPG  | FG%  | 3P%  | FT%  | RPG | APG | SPG | BPG | TO  | PPG  |
| ---------- | ---------- | --- | --- | ---- | ---- | ---- | ---- | --- | --- | --- | --- | --- | ---- |
| 1999       | MIL        | 3   | 3   | 40.0 | .532 | .474 | .615 | 7.3 | 4.3 | 1.0 | .3  | 3.7 | 22.3 |
| 2000       | MIL        | 5   | 5   | 37.2 | .444 | .385 | .909 | 6.6 | 2.6 | 1.6 | .0  | 1.8 | 22.0 |
| 2001       | MIL        | 18  | 18  | 42.7 | .477 | .479 | .919 | 4.1 | 6.0 | 1.3 | .6  | 2.4 | 25.1 |
| 2005       | SEA        | 11  | 11  | 39.6 | .474 | .378 | .889 | 4.3 | 3.9 | 1.3 | .4  | 3.1 | 26.5 |
| 2008       | BOS        | 26  | 26  | 38.0 | .428 | .396 | .913 | 3.8 | 2.7 | .9  | .3  | 1.5 | 15.6 |
| 2009       | BOS        | 14  | 14  | 40.4 | .403 | .350 | .948 | 3.9 | 2.6 | 1.1 | .4  | 1.8 | 18.3 |
| 2010       | BOS        | 24  | 24  | 38.5 | .431 | .386 | .863 | 3.3 | 2.6 | .9  | .1  | 1.5 | 16.1 |
| 2011       | BOS        | 9   | 9   | 40.1 | .523 | .571 | .960 | 3.8 | 2.4 | 1.2 | .1  | 1.1 | 18.9 |
| 2012       | BOS        | 18  | 10  | 34.2 | .395 | .304 | .711 | 4.1 | 1.0 | .9  | .1  | .9  | 10.7 |
| 2013       | MIA        | 23  | 0   | 24.9 | .430 | .406 | .870 | 2.8 | 1.3 | .5  | .1  | 1.2 | 10.2 |
| 2014       | MIA        | 20  | 1   | 26.4 | .413 | .388 | .919 | 3.4 | 1.6 | .7  | .2  | 1.2 | 9.3  |
| 出場：11回 | 出場：11回 | 171 | 121 | 35.5 | .443 | .401 | .883 | 3.8 | 2.6 | 1.0 | .2  | 1.6 | 16.1 |

## 実績
彼はNBAでも数々の成功を収めてきた。
- 1997年オールNBAルーキーセカンドチーム選出
- オールスター出場回数10回（2000, 2001, 2002, 2004, 2005, 2006, 2007, 2008, 2009, 2011 ※2007, 2008, 2009は怪我人の代替出場）
- 2001年オールスター前夜祭のスリーポイントコンテストで優勝
- 2001年にオールNBAサードチーム、2005年にオールNBAセカンドチームに選出
- 2000年シドニーオリンピックにアメリカ代表として出場、金メダル獲得
- 2003年NBAスポーツマンシップアワード受賞
- 2005-06シーズン、3ポイントシュート成功数269本は当時のNBA1シーズン最多記録（それまでの最多記録はデニス・スコットが1995-1996シーズンに記録した267本、2012-13シーズンにステフィン・カリーが272本を決めアレンの記録を更新 、現在の最多記録は2015-16シーズンのステフィン・カリーの402本）

## 記録

### NBAレギュラーシーズン
- 通算3ポイントシュート成功数: 2,973（歴代2位）
- 通算3ポイントシュート試投数: 7,429（歴代1位）
- 通算得点：24,505
- 通算リバウンド：5,272
- 通算アシスト：4,361
- 通算スティール：1,451
- 通算ブロック：244
- 通算トリプル・ダブル：3
- 1試合自己最多得点：54（2007年1月12日）[13]

### NBAプレーオフ
- シリーズ6試合での3ポイントシュート成功数: 22, セルティックス vs. レイカーズ, 2008 NBA Finals
- シリーズ7試合での3ポイントシュート成功数: 28, バックス vs. 76ers, 2001 Eastern Conference Finals
- 1試合での3ポイントシュート成功数: 9, （2回）
  - 9, バックス vs.  76ers, 6/1, 2001
  - 9, セルティックス　vsブルス, 4/30, 2009 (3 OT)
- 1試合での3ポイントシュート試投数: 18, セルティックス vsブルス, 2009年4月30日 (3 OT)
- 1試合自己最多得点：51（2009年4月30日）[14]

### NBAファイナル
- 1試合での3ポイントシュート成功数: 8, セルティックスvsレイカーズ, 2010年6月6日
- ハーフでの3ポイントシュート成功数: 7, 1stハーフ, セルティックスvsレイカーズs, 2010年6月6日
- クォーターでの3ポイントシュート成功数: 5, 2ndクォーター, セルティックス at レイカーズ, 2010年6月6日
- シリーズ6試合での3ポイントシュート試投数: 42, セルティックス vs.レイカーズ, 2008 NBAファイナル

### NBAオールスターゲーム
- 通算3ポイントシュート試投数: 0'0

### ミルウォーキー・バックス記録
- 連続試合出場: 400, 11/1/96 - 12/20/01
- 通算3ポイントシュート成功数: 1,051
- シーズン3ポイントシュート成功数: 229 2001–02
- 1試合での3ポイントシュート成功数: 10, vs. ホーネッツ, 2002年4月14日
- ハーフでの3ポイントシュート成功数: 8, セカンドハーフ, vs.ホーネッツ, 2002年4月14日
- シーズン3ポイントシュート試投数: 528 2001–02
- 1試合での3ポイントシュート試投数: 17, vs. キャバリアーズ, 2002年12月9日 (2 OT)
- 1試合での3ポイントシュート試投数 (レギュレーション): 100, （4回）

### シアトル・スーパーソニックス記録
- シーズン3ポイントシュート成功数: 269 2005–06
- シーズン3ポイントシュート試投数: 653 2005–06

### ボストン・セルティックス記録
- シーズンフリースロー成功率: .952 (237/249) 2008–09
- 連続フリースロー成功数: 72, 2008年12月25日 - 2009年2月23日
- シーズン3ポイントシュート成功率, 2011–12シーズン: .453 (106/234).

## バスケットボール以外での出来事
- スパイク・リー監督の映画「ラストゲーム」（原題：“He Got Game”）で準主役を演じ、デンゼル・ワシントン、ミラ・ジョボヴィッチらと共演を果たしている。この時の役名から、“JESUS”というニックネームをつけられている。
- 3人の子供がいる（2男1女、長女が一番年上）。2008年ファイナルの第5戦当日に次男のウォーカー・アレンが糖尿病を患っていることが発覚した。第5戦終了後ロサンゼルスの病院へ直行し、ウォーカーの生命の危機を脱したことを知ると、ほぼ不眠不休で第6戦の舞台であるボストンへと急行し、上記したパフォーマンスを披露し優勝を勝ち取った。その後アレンはウォーカーと同じく幼くして糖尿病に苦しむ子供達への援助を始めた。
- 07-08シーズン終了後のオフに学生時代から交際していた婚約者と結婚式を行った。